# Доња Гата
Доња Гата је насељено мјесто у Босни и Херцеговини у општини Бихаћ које административно припада Федерацији Босне и Херцеговине. Према попису становништва из 1991. у насељу је живјело 198 становника.

## Становништво
| Националност       | 1991. | 1981. | 1971. | 1961. |
| Срби               | 197   | 179   |       |       |
| Југословени        |       | 20    |       |       |
| Муслимани          | 1     |       |       |       |
| остали и непознато |       | 2     |       |       |
| Укупно             | 198   | 201   | '     | '     |

| Демографија | Демографија | Демографија |
| Година      | Становника  | Становника  |
| ----------- | ----------- | ----------- |
| 1961.       | 381         |             |
| 1971.       | 360         |             |
| 1981.       | 201         |             |